# Тимохин, Ринат Игоревич
Рина́т И́горевич Тимо́хин (28 февраля 1988, Елец) — российский футболист, нападающий клуба «Факел» (Конь-Колодезь).

## Карьера
Начал карьеру в 2006 году в «Сатурне-2», в составе которого провёл 31 матч и забил 8 голов. В 2007 году перешёл в ореховское «Знамя Труда», проведя 24 игры и забив 3 гола. В 2008 году на полгода перешёл в «Елец», в котором провёл 13 игр и забил 3 гола. В том же году пополнил ряды «Звезды» Серпухов, провёл 16 игр, забил 1 гол. В 2009 году перешёл в «Факел-Воронеж», в составе которого провёл 17 игр и отметился 4 забитыми мячами. В том же году перешёл в другой воронежский клуб ФСА, в котором отыграл 7 игр. В 2010 году Тимохин перешёл в липецкий «Металлург», провёл за команду 10 игр. В 2012 году оказался в тульском «Арсенале». После выхода команды в премьер-лигу на одной из тренировок получил серьёзную травму колена, в результате чего потерял место в основной команде и был вынужден перейти в дубль, выступавший во ПФЛ. В премьер-лиге дебютировал 21 марта 2015 года, когда Дмитрий Аленичев в знак протеста против переноса игры в Москву выставил дублирующий состав против ЦСКА. Матч завершился со счётом 4:1 в пользу армейцев, Тимохин отыграл 45 минут и забил один гол.